# 自然建築
自然建築（英語：natural building）源於1960年代起的國際自然建築運動。主要的建築精神包含取法自然、就地取材、人力施作、天人合一、歷史與傳統智慧、與土地為善、強調個人直觀與創造力。自然建築最重要的前提，不在於建築技術的研發，而在於回歸自然簡單的生活:31。
自然建築的概念，師法於天地萬物的生存活動，亦即就地取材，安居落戶。本來人類也不例外，隨著文明發展，可建立與當地風土人情最相宜的建築工法。但這種順應自然的生活與建築營造方式，在建築工業化後全盤改觀。工業革命，帶來生活的便利，卻也使人類遠離自然、失去簡單自然的生活方式:31。
自然建築在營建方式上，希望跳脫傳統工業建築的問題，例如：工業材料無法以原貌重回自然界大循環、大型施工機具過度破壞土地，及以金錢交換成品的消費習慣，回到以人力勞動和週遭環境、土地、自然材料產生緊密聯繫來換取一個根本上無污染的生存環境，以及對空間營造過程的主導性:31。

## 歷史源起
1960至70年代間，快速工業化的美國本土，興起了一股回歸土地的運動，數以千計的美國人選擇就地取材，以非專業施工、低技術與低成本的方式自力造屋，1970年代中期的能源危機，更讓大眾開始注意人類對於自然資源的使用方式，以及建築物的能源使用效率問題。關於低耗能建築、替代能源系統以及永續資源使用的研究與文章於此時期大量出現。
由於政府政策以及大眾的漠不關心，這股熱潮于1980年代復歸沉寂。雖然脫離了鎂光燈的關注焦點，不少有心於保存傳統的建造者仍持續進行著各種實驗性的努力。于1980年代晚期，較為人熟知的有Matts Myrhman and Judy Nnox 於美國西南部 Tucson 創立的”Out On Bale”，致力推廣草捆(Straw Bale)建築；同時期Ianto Evans and Linda Smiley 受到英國傳統捏土(Cob)建築的啟發，於Western Oregon 創立”the Cob Cottage Company”迄今受教者遍佈全球；Robert Laporte於Iowa開設工作坊教授日式與歐洲傳統木構架結合德國木屑/草桿裹泥漿(light-clay)填充物、土作地坪以及牆面灰作的課程；Rob and Jaki Roy於New York州設立”Earthwood Building School”教授cordwood masonry and earth-sheltered housing；波斯建築師N ader Khalili 於 Southern California 創立”Cal-Earth”中心，致力於土袋(earthbag) construction system的發展、教育以及適法性的推動；同樣在美國加州，David Easton開始打入營建市場，起初以單一的rammed earth walls，繼而採行他名之為P.I.S.E.的sprayed-on soil cement工法。
到了1990年代，美國本土境內已有不少致力於研究、應用及推廣傳統建築工法的個人與團體組織。這些人在各自的角落分別努力，彼此間卻多不相識。這種情形一直持續到”earthship”概念的發起人，New Mexico建築師Michael Reynolds以廢棄輪胎與空汽水罐為電影明星Dennis Weaver建造一棟住宅後才改變，頓時美國西南部的草捆建築開始吸引國家級主流媒體的注意。正當各式各樣的實作課程於此時在全美各地紛紛出現，這些原先各自孤立的先驅者與教學者才開始互通聲息。
1994年，Cob Cottage Company召集了第一次的另類建築大會，邀請全美各地的自然建築人與教學者於北美西岸的Oregon齊聚一周，彼此認識、分享各自擅長的工法，並開始將各人不同的哲學思考及經驗融合為一整合的知識體系。自此，每年舉辦的Natural Building Colloquium提供了來自世界各地各種不同背景的人們瞭解及體驗自然建築的機會，透過演講、幻燈片介紹、實作示範，無數革新者呈現分享各自於結構試驗、建築法規、物質能源循環設備系統、以及其他數百個不同主題的工作成果。

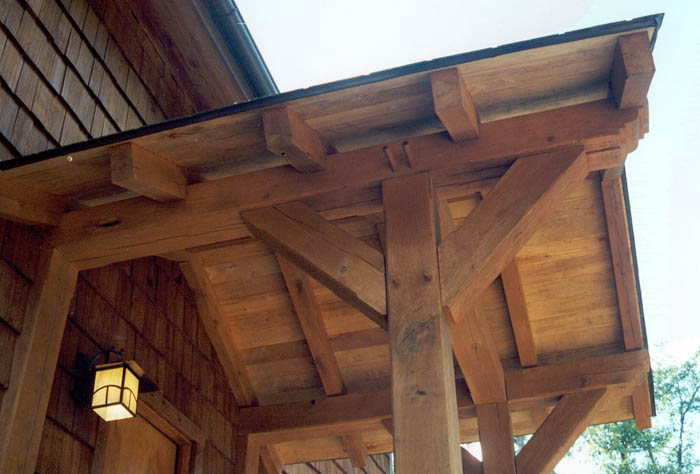
一棟現代木屋的門廊

從歷次研討會所播下的種子當中，一個全新的社會運動於焉誕生。各方在重新學習如何以在地材料來建築，並改良以適應於現代生活需要所作的努力，由原本看似分散而互不相關，至此匯聚成為單一的理念，並有了一個易懂的名字「natural building」，亦即自然建築。由此，源自對於物質文明的反省，反映於住居空間上，自然建築運動於美國應運而生，並於極短時間內遍及世界各大洲。

## 發展趨勢
隨著時間的進程，這項運動在已開發國家及開發中國家之間形成了兩種不同的發展趨勢。在高度開發的地區，人們經過現代文明洗禮，充分享用了物質文明帶來的好處，卻也開始承受過度開發的惡果，其中有部份人因此開始思索與反省工業革命及現代生活對整個人類社會、生存環境，乃至於個人生活的影響，返樸歸真，重新向自然學習，回歸自然簡單、勞動的生活；反觀開發緩慢的地區，雖然主流價值仍反映對物質文明的普遍嚮往，然而在經濟能力較差，缺乏條件支持現代科技發展與建築工業化的地區，人們轉而向古老的智慧，在地自然材料，以及傳統工法改良或創新之中尋求改善既有生活條件的辦法。

## 精神內涵
自然建築運動之所以成形繼而形成一股力量，主要並非為其雖古猶新的獨特建築方式，更不為製造更多的建築物，而是為了作為食衣住行育樂各方面整體生活實踐的一部份，從而體現簡單生活的意義與價值，以及對生命與生活的追尋與探索，並探求人類居住空間的另類可下巴能性。就個人而言，可從而實踐簡單自然的生命與生活；從環境而言，不在製造千年不壞的建築構造物，而在使建築及其相關行為從根本上自淨，從而使建築物在其整個生命週期當中不對土地造成污染，並於人離開世間或建築物結束其生命週期之時不給地球留下垃圾，或儘可能留下最少的垃圾。從根本來說，如果居住與生活的方式可以自然又簡單，其實就沒有需要解決的環境問題。而建築物是生活的容器，舉凡為滿足生活中一切活動所需要的空間及設施，均是建築設計與營造的主題。因此自然建築關注處理的範疇不只在建築物，尚包含其周邊土地上生活所及的範圍以及必要的生活設施:36。

## 重要法則
在廣義的概念上，自然建築包涵各種想像得到的不同材料與工法，其唯一須奉行的圭臬即所採行的作法是否在物質資源的使用上對環境的依賴度最低、耗用的能源最少，對環境的衝擊最小。在材料的選用上，就地取材最主要遵循的原則，盡可能使用在地的材料、天然材料，如需購買時亦儘量選用最少加工的材料，並多多利用回收材料。施工前需要很早就開始逐步收集材料並適當貯放。在施工方式上，以人力及手工具為主要的動力與工具，儘少使用動力機具。造屋者須依個人條件評估選用規劃欲採行之工法，原則上以技術門檻低，大部份工作人人都可輕易上手，自己動手完成為主要評估基準。
在能源使用上，基本應用的手法包括瞭解順應與善用地理環境條件以營造舒適與最低耗能的環境；建立物質與能源的循環，如廚餘落葉堆肥、乾濕分離式堆肥廁所、雨水、中水；結合再生能源科技，如太陽能光熱、太陽能光電、風力，以滿足必要之現代生活需求。地球資源有限，廢棄物丟掉則成為垃圾與污染，回收則變成資源，資源循環才能永續利用。
自然建築或許因人、因時、因地而致有不同的選擇與作法，亦無絕對的是非標準，然而一旦人不再需要一棟建築物時，其組成的每一份材料，除了回收利用的工業化材料以外，應能很快地自然還原到原本離開土地時藉以存在的組成形式，重新回歸自然的循環之中。此外，如使用回收之工業化材料，在回收利用的過程中亦應不耗能，亦不污染土地。舉例來說，土壤雖是陸地上再普遍不過的物質，卻須經過長久的地質時間才得以形成，而其中可耕的沃土更僅分佈於特定區域的薄薄地表。以如此珍貴的土壤作為建材當考慮：其一，如作為建材的一部份，當使用周期結束時，其中的土是否仍可輕易地分離出來，再度回到田園之中，抑或只有進入廢棄物掩埋場的命運；其二，重新回歸田園的土壤是否乾淨如初，可供安心種植健康的農作物。
這種以身體勞動與精神創意作為生活主體的活動，發乎對於清淨生命與生活的渴求，企圖恢復自力與協力營造的傳統，師法與傳承老祖宗的建築智慧及傳統工匠技藝並尋求進一步的研究發展，運用創意發揮在地自然材料與回收材料的特性，結合合理的環保科技與技術，建立物質及能源循環系統並滿足現代人對於審美與居住品質的要求，期能賦予傳統材料、工法、技術新生命而適合於當代生活所用，達到人與環境和諧共處的最終理想。因此自然建築雖有很大一部分自傳統的營造方式當中汲取養份，卻無傳統建築的框架限制，只要創意所及，於造屋者能力所能承擔的範圍內，充滿了各種作法模式上的可能性，可說是一種實驗性極強的建築方式。
自然建築的精神在於只取自己所需，只創造維持生存所必須的空間。超出這個底限的建設，即使使用自然材料或回收材料，都將藉由自然建築的名義新增另一種形式的浪費。人類歷史上每個時期，在不同的地方都會發展出最適宜當時當地風土氣候、生活文化、人力與物質條件的工法技術以滿足當代居住需求。
自然建築的發展潛力在一方面召喚古老的智慧回到常民建築與生活之中，知足惜福、在地化、手作勞動、對環境與包含人類在內的所有生物都溫和友善的精神與建築工法技術，與地球和平相處，同時又能滿足現代生活必要的舒適感、審美、機能與安全需求，從而創造出現代人樂於居住的空間，進而提昇現代生活的面貌，變得更親土、自然與健康。在國際上，自然建築運動迄今已歷經幾十年的發展，這個回歸自然的運動或許仍未能提出人類永續生存的答案，但是多年來不鍥不捨、誠心誠意地在尋找著工業化之外的另一種可能性，一種自覺性選擇的簡單生活:36-37。

## 材料與工法

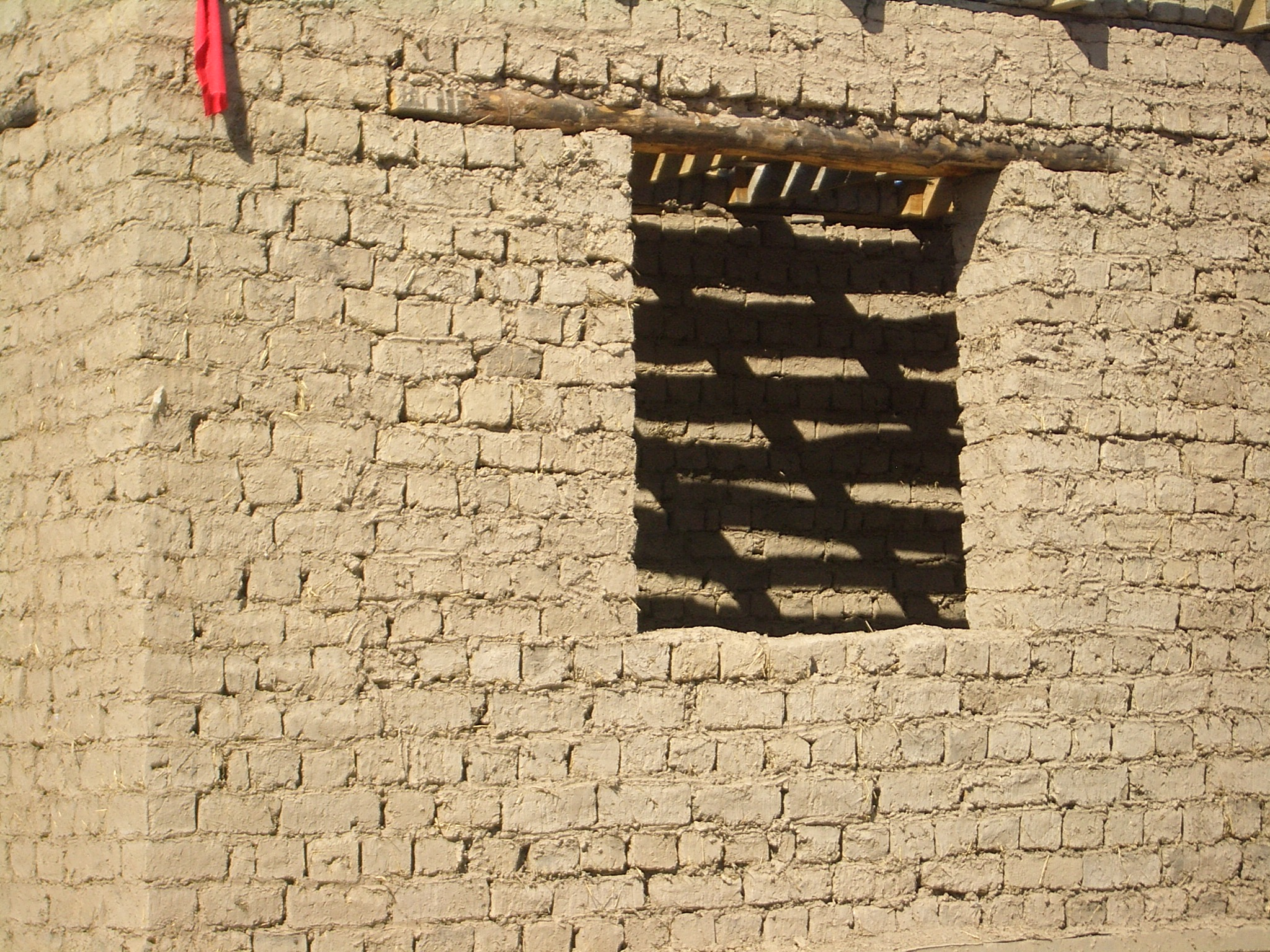
土磚房樣式圖

在基礎部分採取碎石溝（rubble trench）、 卵石／塊石乾砌（dry stone）、漿砌石塊、廢棄混凝土塊（Urbanite）疊砌、土袋（rammed earthbag）等。
在牆體部分採取捏土（cob-Walse, UK）、木屑／草桿裹泥漿（balecob／light-clay）、夯土（rammed earth）、土墼（adobe -Taiwan）、編木籐夾泥（wattle and daub）、編竹夾泥（wattle and daub -Taiwan）、straw bale、earthbag、cordwood、木構架-榫接（Timber Framing- mortise-and-tenon joints）、剖半竹仰合交疊、細竹編 、蘆葦、麻、廢紙漿、石頭、廢棄輪胎、空汽水罐、Bottle Brick、玻璃瓶等。
在表面處理部分採取clay、黏土粉光（earthen plaster）、石灰粉光（lime plaster）、石膏粉光（gypsum plaster）、alises、silica等。
在屋架部分採取竹(榫接、竹釘、藤皮綁束)、圓木、方木等。
在屋面部分採取草皮（sod）、覆草（thatch）、木瓦（Cedar Shingles）、石板瓦（Slate）、葉瓦、剖半竹仰合交疊等。
在地坪部分採取土地坪等。
在物質能源循環設計與設備系統部分採取自然力應用，透過瞭解順應與善用地理環境條件以營造舒適與最低耗能的環境、廚餘落葉堆肥/、乾濕分離式堆肥廁所/、雨水及中下水處理及回收再利用系統、結合再生能源科技，如太陽能光熱、太陽能光電、風力應用、Rocket Stove、Rumfort Fireplace、Earth Oven、Earth Tub。
在這當中，土與竹子的復興可說是自然建築界中的明星。除了非洲的小土屋與其外觀特殊的色彩成為大家競相模仿的對象，竹材更搖身一變而為近年來最受青睞的新興建材。運用這種重新被發現與重視的材料與創新專利的接頭工法在全球各地尤其東南亞地區如印度、泰國及印尼等地正進行各種大型的建築計畫:34-35。

## 學習與實踐途徑
目前常見的作法包括由專業從事者於定點基地分別為自力造屋者、業餘有興趣的人、或有意投入專業從事者開設的各類長短期間不一的課程。其中專業者培訓課程通常搭配有工地實習機制，於課程結束後，由教師分派至各地跟隨有經驗的專業者繼續磨練至能獨當一面。缺乏經驗的自力造屋者，除了努力自我進修以具備主導工程的能力以外，亦經常邀請專業者至其工地開設工作坊。

## 延伸閱讀
- The Hand Sculpted House， A Practical and Philosophical Guide to Building a Cob Cottage
- THE ART of Natural Building－design、construction、resources
- The Complete CobWeb Archive 1995-2011
- 玩起很綠的空間第三輯－自然建築，如此謙遜。

## 外部連結
- Natural Building Network （页面存档备份，存于） （英文）
- Green Home （页面存档备份，存于） （英文）
- Cob Cottage Company （页面存档备份，存于） （英文）
- Kleiwerks （页面存档备份，存于） （英文）
- Builders Without Borders （页面存档备份，存于） （英文）
- (Cob Building Shake Test) （页面存档备份，存于）（英文）
- Global Ecovillage Network （页面存档备份，存于） （英文）
- Groundswell International （页面存档备份，存于） （英文）
- First Earth （页面存档备份，存于） （英文）